# The Obliged

«El Obligado» —título original en inglés: «The Obliged»— es el cuarto episodio de la novena temporada de la serie de televisión posapocalíptica, horror The Walking Dead. En el guion estuvo cargo Geraldine Inoa y Rosemary Rodríguez dirigió el episodio, que salió al aire en el canal AMC el 28 de octubre de 2018. Fox hará lo propio en España e Hispanoamérica el día siguiente, respectivamente.

## Trama
En Alexandria, Michonne supervisa a la comunidad, educa a Judith y escribe el código de leyes propuesto para las comunidades, pero por la noche, se aventura a defenderse de los caminantes. Durante un evento, ella pierde su katana brevemente y encuentra el arma más cercana para defenderse, un bate de béisbol. Esto hace que comience a considerar a Negan, que se encuentra dentro de una celda dentro de Alexandria. Ella va a verlo después de enterarse de que está en huelga de hambre. Los dos hablan de su pasado, Negan habiendo perdido a su esposa Lucille, y Michonne habiendo perdido a su propio hijo Andre. Cuando Negan le pregunta qué pasó con su bate de béisbol, "Lucille", Michonne afirma que todavía está en algún lugar, lo que provoca que Negan caiga en la angustia. En el depósito de chatarra de los Carroñeros, Anne ha enmarrocado a Gabriel Stokes y amenaza con soltar un caminante sin brazos sobre él. Gabriel trata de convencerla de que lo deje ir, disculpándose por sus propios errores del pasado. Anne no se siente segura en matarlo, y en vez de eso lo golpea. Cuando Gabriel se despierta, se encuentra solo en el depósito de chatarra, una nota de Anne en su abrigo explicando que se ha ido a un lugar desconocido.
Maggie, Daryl, y el grupo Oceanside conspiran para asesinar a Negan. Saben que Rick no dejará que Maggie entre a Alexandria ya que ha dejado en claro sus intenciones, y comienzan a elaborar un plan para llevar a Maggie a Alexandria sin que Rick lo sepa. Jesús, que tiene dudas sobre este curso de acción, contacta a Rick para advertirle. Rick está supervisando el derribo del campamento de construcción del puente, ya que sin los Salvadores, es poco probable que puedan terminar el puente a tiempo antes de que las aguas crecientes lo limpien. Eugene le advierte a Rick de dos grandes hordas que se ven en el área, pero ambas se están moviendo de forma divergente a sus rutas. Rick recibe la palabra de Jesús, y decide dirigirse a Alexandría. Se pone en contacto con uno de los puntos de vigilancia de Alexandria para decirles que estén atentos a Maggie, sin saber que el punto de vigilancia es miembro de Oceanside y cómplice del plan de Maggie.
Cuando Rick se prepara para ir a caballo, Daryl se ofrece a llevarlo allí en motocicleta. Rick se preocupa cuando Daryl intencionalmente pierde el desvío de Alexandria. Exige que Daryl detenga la bicicleta, y los dos se pelean. Ambos terminan cayendo en una fosa profunda de la carretera de la que no pueden salir fácilmente. Se dan cuenta de su conflicto, con Daryl recordando cuántas personas lo han ayudado y cómo algunas de sus decisiones han llegado a herir a esas y otras, como Glenn. Los dos acuerdan trabajar juntos para escapar del pozo y liman las asperezas.
En el campamento de construcción, los sobrevivientes restantes se están preparando para mudarse cuando un grupo de Salvadores, liderados por Jed, los mantiene a punta de pistola. Exige que el grupo entregue las armas para que los Salvadores se protejan a sí mismos, ya que saben que Oceanside ha estado matando a los otros Salvadores. Carol baja su arma, pero cuando Jed se acerca a ella, los sobrevivientes de Oceanside intervienen. Comienza un tiroteo, Rick y Daryl escuchan los sonidos de disparos y se apresuran a escapar. Justo cuando comienzan a despejar el borde, los caminantes de una de las hordas que se acercan, atraídos por el sonido de los disparos, comienzan a caer en el foso, pero ambos aún logran salir con vida. Rick ve un caballo suelto cerca y se ofrece a llevar a la horda de caminantes lejos del campamento mientras Daryl se aleja para avisarles. Rick, a caballo, conduce a la horda, pero se sorprende cuando la otra horda de la que Eugene le advirtió está convergiendo en el mismo punto. El caballo se asusta por las dos hordas y crías, golpeando a Rick por la espalda. Rick aterriza con fuerza en un bloque de concreto y encuentra que un pedazo de barra de refuerzo ha empalado su costado y no puede moverse. Rick pierde el conocimiento cuando las dos hordas convergen en él.

## Producción
Los actores Alanna Masterson (Tara Chambler), Christian Serratos (Rosita Espinosa), Ross Marquand (Aaron), Katelyn Nacon (Enid), Khary Payton (Ezekiel), Callan McAuliffe (Alden) y Avi Nash (Siddiq) no aparecen en el episodio pero igual se les acredita.
La escena entre Rick y Daryl se agregó a este episodio basado en cómo la escritora Angela Kang había visto al actor de Daryl, Norman Reedus, actuar durante la final de "Wrath", donde Maggie reacciona vengativamente ante la decisión de Rick de mantener vivo a Negan. Kang dijo que Reedus había interpretado esa escena que representa el estado distribuido de Daryl, sintiendo la necesidad de ayudar a Maggie pero queriendo mantenerse leal a Rick. Como parte del cierre del arco de Rick, querían que se cerrara ese ángulo y, por lo tanto, crearon esta escena para que los dos personajes llegaran a un acuerdo. Kang trabajó con la guionista Geraldine Inoa, su primera historia en el programa, y con Lincoln y Reedus para establecer el diálogo y las acciones para la escena. Con la salida de Rick del programa, en su lugar, pusieron a Michonne en el papel de Rick de la serie de cómics con respecto a Negan, se convierten en una persona con la que Negan se conecta a través de manera un tanto polémica..

## Recepción

### Recepción crítica
"The Obliged" recibió críticas positivas de los críticos. En Rotten Tomatoes, el episodio tiene un índice de aprobación del 89% con una puntuación media de 7.57 de 10 basado en 18 comentarios. El consenso crítico dice: "'The Obliged' continúa la racha de episodios excelentes de la temporada, reforzado por una actuación agridulce de Andrew Lincoln".

### Calificaciones
"The Obliged" recibió una audiencia total de 5.10 millones con una calificación de 2.0 en adultos de 18 a 49 años. Fue el programa de cable con mejor calificación de la noche, y el episodio marcó un ligero aumento en la audiencia de la semana anterior.